# Jean-Michel Frank
Jean-Michel Frank (París, 28 de febrero de 1895-Nueva York, 8 de marzo de 1941) fue un diseñador de interiores francés famoso por sus interiores minimalistas decorados con amoblamientos de formas simples y realizados en materiales de lujo como mantarraya, pergamino y cuero y utilizando maderas nobles, principalmente roble. Jean-Michel Frank es un importantísimo exponente del Art decó.

## Vida y carrera

### Infancia y juventud
De origen judío, y pariente lejano de Anna Frank, Jean-Michel Frank nació en París y fue el tercer hijo del banquero Léon Frank y de su esposa y prima hermana Nanette Loewi. En 1904, a los nueve años de edad, comenzó sus estudios en el colegio Lycée Janson-de-Sailly, situado en París, donde fue un dedicado estudiante y forjó amistades con el futuro publicista Léon Pierre-Quint y con el poeta René Crevel. En 1911, siguiendo los pasos de su hermano mayor, comienza a estudiar leyes. A mediados del año 1915, debido a la Primera Guerra Mundial, sufre la pérdida de sus dos hermanos mayores, Oscar y Georges-Ottmar, muertos en cumplimiento del deber y en consecuencia su madre entra en una gran depresión. Más adelante, en noviembre de este mismo año, su padre se suicida arrojándose desde una de las ventanas de su departamento.

### Primeros trabajos
Finalizada la guerra, Jean-Michel Frank es contratado por el hombre de negocios Jean-Simon Cerf. Su esposa, conocida por su nombre artístico Jean Alley, invita a Jean-Michel Frank a su casa y ella misma sería de las primeras personas en encargarle trabajos de decoración.
Gracias a la fortuna heredada de su familia, Jean-Michel Frank comienza a socializar en los círculos literarios y artísticos de París. Gracias a esto logra formar una red de amigos, escritores, políticos y figuras de la alta sociedad que luego se convertirían en sus más leales clientes.

### Carrera profesional
En 1920, junto con Adolphe Chanaux, un decorador parisino, compran el primer estudio situado en rue Montauban. Este mismo año su madre es internada en una institución psiquiátrica en Suecia, donde finalmente muere en 1928.
En 1921 Jean-Michel Frank lanza su carrera como diseñador de interiores y realiza su primera pieza en mantaraya, la mesa Chinise, para Charles Peignot.
El 6 de marzo de 1935 abre su estudio en rue du Faubourg-Saint Honoré, París bajo su propio nombre: "Jean-Michel Frank".
Durante estos diez años de carrera profesional se encuentra con varios artistas con los que comienza una productiva relación de trabajo, entre ellos Alberto Giacometti, Hermès, Christian Bérard, Paul Rodocanachi y Emilio Terry como así también realiza importantes trabajos, incluyendo entre sus clientes a personas como Templeton-Croker, el compositor americano Cole Porter, la Familia Rockefeller en el departamento de dos pisos ubicado en la Quinta Avenida 810 en Manhattan, Ciudad de Nueva York, la familia Born en Argentina y la familia Guerlain en Francia, entre otros.

### Trabajo en Argentina
A finales de 1920 Jean-Michel Frank entabla relaciones con Ignacio Pirovano, en París, Francia. Pirovano fue un importante diseñador de interiores, curador del Museo Nacional de Arte Decorativo y, hacia 1932, fundador y director de la compañía Comte, en Buenos Aires, Argentina.
En este país, trabajó en varios proyectos privados y comerciales. Ya instalado en Buenos Aires para el año 1940 Jean-Michel Frank mantuvo su departamento en el piso superior de la compañía Comte, para la cual se desempeñaba como director artístico, situado en la intersección de la calle Florida y la avenida Marcelo T. de Alvear. También visitó a varios de sus clientes previos, incluyendo la familia Born, cuya mansión en el norte de Buenos Aires se mantiene como su proyecto único más importante y que fue expuesto en el Salón Porte de Versailles en París. Toda esta colección se mantiene intacta y en su lugar en exactamente la misma disposición concebida por Jean-Michel Frank.
Junto con Comte, realizó importantes trabajos en Mar del Plata, Córdoba y Buenos Aires para el empresario industrial Friedrich Mandl. También realizaron una gran cantidad de interiores tanto para particulares, empresas y el Estado Nacional. Diseñaron también el lobby y varios departamentos del Edificio Kavanagh, ubicado frente a la Plaza San Martín, Buenos Aires. En Bariloche, junto con Alejandro Bustillo y la Casa Comte trabajó en el proyecto del Hotel Llao Llao.
Libros recientemente publicados arrojan más luz sobre el trabajo de Jean-Michel Frank con Comte en Argentina.

### Final de su vida
En 1941, con 46 años de edad, Jean-Michel Frank realizó un viaje a Nueva York, Estados Unidos donde, sumido en una profunda depresión, se suicidó arrojándose al vacío desde un edificio de Manhattan, dejando todas sus posesiones personales en su departamento de Buenos Aires.

## Jean-Michel Frank en la actualidad
Jean-Michel Frank es reconocido mundialmente y es considerado una gran influencia y fuente de inspiración para otros diseñadores de la actualidad. Sus piezas son muy deseadas por coleccionistas de todas partes del mundo y muchas casas de remate incluyen sus piezas en sus catálogos llegando a alcanzar precios de más de 200.000 EUR.
Hacia finales de 2010 se realizó una exitosa exposición en una galería de Nueva York mostrando los trabajos de Jean-Michel Frank en colaboración con la casa Comte de Argentina.

## Lectura adicional
- Martin-Vivier, Pierre-Emmanuel (2008). Jean-Michel Frank: The strange and subtle luxury of the Parisian haute-monde in the Art Deco period. New York: Rizzoli. ISBN 9780847830299. (requiere registro).
- Teitelbaum, Mo (2011). The Stylemakers: Minimalism and Classic-Modernism 1915-45. Philip Wilson Publishers. ISBN 9780856677038.